# Sens miłości
Sens miłości (ros. Смысл любви) – cykl pięciu artykułów napisanych przez Władimira Sołowjowa w latach 1892–1894 i prezentujących jego filozoficzne rozważania nad problematyką miłości erotycznej . Aleksiej Łosiew stwierdził, że w Sensie miłości Sołowjow miałby być „o wiele bardziej prorokiem niż uczonym-filozofem”.

## Okoliczności powstania pracy
Te artykuły Sołowjow napisał po dwukrotnym przeżyciu kryzysu miłosnego i opublikował pod wspólnym tytułem w czasopiśmie Zagadnienia Filozofii a Psychologii (ros. Вопросы философии и психологии). Pierwszy kryzys dotyczył rozstania z Sofią Chitrową, po którym Sołowjow pogrążył się w wieloletni okres apatii. Nieodwzajemniona miłość do Sofii Martynowej (kobiety zamężnej) i związany z tym powtórny kryzys stały się okazją do zgłębienia problematyki miłości.

## Treść
Swoją teorię miłości Sołowjow budował w ramach swej filozofii wszechjedności .
Rozwijając idee Uczty Platona, Sołowjow odrzuca  materialistyczne  i biologiczne ujęcie  miłości  i usiłuje wykryć jej sens mistyczny. Myśl Platona była szczytem antycznej świadomości na temat miłości, Sołowjow wzniósł się na szczyty chrześcijańskiego rozumienia tego uczucia. Podczas gdy Pawieł Fłorienski dawał pierwszeństwo agape i miłości braterskiej (philēo, philia), Sołowjow kładzie nacisk na miłość w formie Erosa , ale w odróżnieniu od Wasilija Rozanowa, który podkreślał związek ludzkiej seksualności ze zmysłowością, życiem codziennym i rodziną, Sołowjow rozwijał teorię, która akcentuje stronę duchową Erosa. Jak zaznacza Hiroyuki Horie, Sołowjow nie neguje znaczenia zjednoczenia fizjologicznego, ale uważa, iż ma ono znaczenie drugorzędne w stosunku do zjednoczenia osobistego.
Według Sołowjowa, sens miłości erotycznej tkwi w uzasadnieniu i zbawieniu indywidualności przez ofiarę z egoizmu, który zostaje zlikwidowany dzięki temu, że miłość nadaje absolutne znaczenie kochanej osobie, a tym samym przenosi centrum naszego życia z siebie na innego. Sołowjow podejmuje Platoński wątek pierwotnej jedności człowieka i jego nieustannego dążenia do ponownego złączenia, jednak odnosi pierwotną jedność człowieka tylko do Androgyna, którego interpretuje w świetle prawd biblijnych. Poglądy te zbliżały Sołowjowa do niemieckich romantyków, zafascynowanych ideą androgynizmu. Szczególnie bliski mu był Franz von Baader.

## Recepcja
Zdaniem Nikołaja Bierdiajewa, ta praca Sołowjowa obok platońskiej Uczty stanowi najlepszy utwór z tego wszystkiego, co w historii człowieczeństwa zostało napisane o miłości. Henryk Paprocki podkreśla, że Sołowjow sformułował szereg oryginalnych myśli na temat miłości erotycznej i jako jeden z pierwszych myślicieli chrześcijańskich uznał osobowy, a nie prokreacyjny sens miłości mężczyzny i kobiety. Halina Rarot sądzi, że obok teorii Karola Wojtyły, zaproponowanej przede wszystkim w książce Miłość i odpowiedzialność, filozofia miłości Sołowjowa dotychczas pozostaje nowatorskim podejściem w myśli chrześcijańskiej .
Poglądy Sołowjowa na miłość erotyczną zostały poddane krytyce przez niektórych myślicieli. Książę Jewgienij Trubieckoj w swojej pracy, poświęconej światopoglądowi Sołowjowa, pisał, że sens miłości erotycznej w ujęciu Sołowjowa stanowi filozofię człowieka, który tak samo, jak Zygmund w dramacie muzycznym Richarda Wagnera "Walkiria", nie może wyobrazić sobie raju bez swojej Zyglindy. Trubieckoj podkreślał, że Ewangelia głoszą:

Przy zmartwychwstaniu bowiem nie będą się ani żenić, ani za mąż wychodzić, lecz będą jak aniołowie Boży w niebie.

Wbrew Ewangeliom, teoria Sołowjowa przedstawia Królestwo Boże jako unieśmiertelniony romans. Ojciec Gieorgij Fłorowski wypowiedział się na temat artykułów Sołowjowa w sposób następujący:
—  Jerzy Fłorowski, Drogi teologii rosyjskiej 
Siergiej Bułgakow również odniósł się krytycznie do Sołowjowowskiej koncepcji miłości, oskarżając myśliciela o duchowy heteryzm:
—  Sergiusz Bułgakow 